# Hüseyin Yakup Düz
Hüseyin Yakup Düz (* 19. Januar 1988 in Seyhan) ist ein türkischer Fußballspieler.

## Karriere
Düz begann mit dem Vereinsfußball 1999 in der Jugend von Adana Kanalgücü und wechselte 2002 in die Jugend von Adanaspor. Nachdem ihm bei Adanaspor kein Profivertrag angeboten wurde, entschied Düz seine Karriere im Amateurbereich fortzusetzen und wechselte zum Amateurverein Adana Gençlerbirliği.
Nachdem er für diesen Verein drei Jahre aktiv gewesen war, wechselte Düz 2008 als Profispieler zum damaligen Drittligisten Adıyamanspor. Für diesen Verein war er die nächsten dreieinhalb Spielzeiten tätig, ehe er im Frühjahr 2012 zum Drittligisten Balıkesirspor. Die Spielzeit 2012/13 verbrachte er für die Dauer von jeweils einer halben Spielzeit bei İskenderun Demir Çelikspor und Kırklarelispor.
Im Sommer 2013 heuerte Düz beim Zweitligisten Gaziantep Büyükşehir Belediyespor an. Für die nächste Rückrunde wurde Düz an Kahramanmaraş Büyükşehir Belediyespor ausgeliehen.